# Nuoto ai XVI Giochi paralimpici estivi - Donne 50 metri rana
Le gare di nuoto 50 metri rana donne ai XVI Giochi paralimpici estivi si sono svolte il 31 agosto 2021 presso il Tokyo Aquatics Centre. 

## Programma
È stato disputato un solo evento, articolato in una serie di due batterie di qualificazione in mattinata; la finale è stata disputata nel pomeriggio/sera del medesimo giorno.

## Risultati
Tutti i tempi sono espressi in secondi.

### SB3
| Pos. | Atleta                  | Nazione     | Tempo   | Note |
| ---- | ----------------------- | ----------- | ------- | ---- |
|      | Marta Fernández Infante | Spagna      | 58,21   |      |
|      | Nataliia Butkova        | RPC         | 1:00,54 |      |
|      | Nely Miranda            | Messico     | 1:01,60 |      |
| 4    | Patricia Pereira        | Brasile     | 1:01,82 |      |
| 5    | Leanne Smith            | Stati Uniti | 1:02,95 |      |
| 6    | Maryna Verbova          | Ucraina     | 1:03,09 |      |
| 7    | Patricia Valle          | Messico     | 1:04,34 |      |
| 8    | Olga Sviderska          | Ucraina     | 1:04,75 |      |